# Пионерское (Луганская область)
Пионерское (укр. Піонерське) — село, относится к Станично-Луганскому району Луганской области Украины. Подконтрольно самопровозглашённой Луганской Народной Республике.

## География
Село расположено на правом берегу реки Северского Донца. К северу от населённого пункта, по руслу Северского Донца проходит линия разграничения сил в Донбассе (см. Второе минское соглашение). Соседние населённые пункты: посёлок Новосветловка, сёла Валиевка, Вишнёвый Дол, Лобачёво на юго-западе, Бурчак-Михайловка и Николаевка (выше по течению Северского Донца) на западе, Хрящевка и Новокиевка (ниже по течению Северского Донца) на востоке, Огульчанск на юго-востоке, Лысое на юге.

## Население
Население по переписи 2001 года составляло 402 человека.

## Общие сведения
Почтовый индекс — 93655. Телефонный код — 6472. Занимает площадь 0,95 км².

## Местный совет
93654, Луганская обл., Станично-Луганский р-н, Николаевка, ул. Советская, 22

## Археология
В окрестностях села Пионерское выявлено нижнепалеолитическое местонахождение с кварцитами Пионерское-1.